# Francesco Bottigliero
Francesco Bottigliero (ur. 10 października 1974 w Salerno we Włoszech) – włoski dyrygent.

## Życiorys
Francesco Bottigliero ma bardzo wszechstronne wykształcenie. Ukończył studia na Uniwersytecie w Salerno na wydziale fortepianu i kompozycji, Konserwatorium w Avellino na wydziale dyrygentury orkiestr dętych, Konserwatorium w Neapolu na wydziale dyrygentury chóralnej i dyrygentury operowo-symfonicznej oraz na Uniwersytecie w Salerno na wydziale filozofii.
Oprócz licznych kursów mistrzowskich, doskonalił swoje umiejętności jako dyrygent ucząc się dyrygentury orkiestrowej u Maestro Carlo Maria Giulini w Mediolanie.
Jako pianista solowy jest laureatem wielu nagród, również w dziedzinie kameralistyki, m.in.: I nagroda na IX Narodowym Konkursie w Tarencie (1996), I nagroda na Narodowym Konkursie w Neapolu (1999) oraz I nagroda na Konkursie Muzyki Kameralnej w Verbanii (2003).
Francesco Bottigliero występował gościnnie z takim orkiestrami jak: Narodowa Orkiestra Filharmonii w Sybinie, Orkiestra Symfoniczna w Kiszyniowie, Orkiestra Kameralna im. Janáčka w Ostrawie, Orkiestra Symfoniczna „San Pietro a Majella” złożona z wykładowców Konserwatorium w Neapolu, Orkiestra Smyczkowa „I Musici di Adelperga” w Salerno oraz „Camerata Romanica” w Neapolu, jak również Orkiestra „Compagnia Italiana di operetta” w Mediolanie oraz „St. Petersburg Congress Orchestra” w Sankt Petersburgu.
Na stałe współpracował z Operą Hamburgische Staatsoper, Operą Wrocławską, Operą Bałtycką, Teatrem Wielkim w Poznaniu oraz Theater Erfurt. Dyrygował Rigoletto G. Verdiego i Wesele Figara W.A. Mozarta w Operze Wrocławskiej, Don Pasquale G. Donizzetiego, Kandyda L. Bernsteina, Maddalenę S. Prokofjewa, La serva padrona G.B. Pergolesiego w Teatrze Wielkim w Poznaniu, Wesele Figara W.A. Mozarta w Operze Bałtyckiej w Gdańsku, Madamę Butterfly G. Pucciniego oraz Carmen G. Bizeta w Operze Śląskiej w Bytomiu, Napój miłosny G. Donizettiego i Toscę G. Pucciniego w Slezske Divadlo w Opawie.
Francesco Bottigliero jest także kompozytorem. Do jego kompozycji zaliczają się większe formy muzyczne, jak na przykład: opera Pani Walewska, Kantata Tumska na solistów, chór, chór dziecięcy i wielką orkiestrę symfoniczną (premiera Wrocław, 2009), Le premier Tango na orkiestrę symfoniczną (premiera Bielsko-Biała, 2012), czy Das Dschungelbuch musical dla dzieci (premiera Erfurt, 2015); jak również mniejsze formy takie jak: Cancion na trio z fortepianem (premiera Erfurt, 2013), Zoologische Suite na cztery wiolonczele (premiera Erfurt, 2013), Das Spanische Mädchen na trio z fortepianem (premiera Ravensburg, 2014).
Od roku 2007 do 2010 Francesco Bottigliero wykładał na Akademii Muzycznej im. Karola Lipińskiego we Wrocławiu. W późniejszych latach był wykładowcą na 53. Kursie Mistrzowskim w Hochschule für Musik „Franz Liszt” w Weimarze, w Ostravská Univerzita w Ostrawie oraz na Akademii Muzycznej im. Karola Szymanowskiego w Katowicach.

## Repertuar operowy
- L. Bernstein, Kandyd
- G. Bizet, Carmen
- J. Bock, Skrzypek na dachu
- R. Chauls, Alicja w Krainie Czarów
- G. Donizetti, Napój miłosny
- G. Donizetti, Don Pasquale
- E.T.A. Hoffmann, Napój nieśmiertelności
- E. Humperdinck, Jaś i Małgosia
- E. Kálmán, Księżna Chicago
- E. Kálmán, Hrabina Marica
- F. Lehár, Wesoła wdówka
- R. Leoncavallo, Medyceusze
- A. Lloyd-Webber, Evita
- C. Lombardo, Cin-ci-lá
- G. Meyerbeer, Robert Diabeł
- W.A. Mozart, Wesele Figara
- W.A. Mozart, Uprowadzenie z seraju
- M. Musorgski, Borys Godunow
- G.B. Pergolesi, La serva padrona
- S. Prokofiew, Maddalena
- G. Puccini, Cyganeria
- G. Puccini, Madama Butterfly
- G. Puccini, Tosca
- G. Puccini, Turandot
- H. Purcell, Król Artur
- G. Rossini, Jedwabna drabinka
- G. Rossini, Włoszka w Algierze
- B. Smetana, Sprzedana narzeczona
- I. Strawiński, Historia żołnierza
- G. Verdi, Lombardczycy na pierwszej krucjacie
- G. Verdi, Traviata
- G. Verdi, Makbet
- G. Verdi, Nabucco
- G. Verdi,Otello
- G. Verdi, Rigoletto

## Repertuar orkiestrowy
- Al. Arutunjan, Koncert na trąbkę i orkiestrę
- J.S. Bach, Koncert klawesynowy d-moll (BWV 1052), Suite h-moll (BWV 1067)
- L.v. Beethoven, I Symfonia, III Symfonia, VII Symfonia
- A. P. Borodin, Tańce połowieckie z Kniazia Igora
- F. Bottigliero, Le Premier Tango na wielką orkiestrę, I delfini di Hurghada, Giulia na solistów oraz orkiestrę smyczkową, Kantata Tumska na solistów, chór, chór dziecięcy oraz wielką orkiestrę
- J. Brahms, Tańce węgierskie Nr. 1, 5, 6
- P.I. Czajkowski, Wariacje na temat rokokowy na wiolonczelę i orkiestrę, Serenada smyczkowa op. 48, Jezioro łabędzie, Dziadek do orzechów (fragmenty)
- C. Debussy, Popołudnie fauna, Morze
- A. Dvořák, Serenady na smyczki
- Edward Elgar, Serenada e-moll na smyczki op. 20
- G. Fauré, Pavane, Lieder (transkrypcja na orkiestrę)
- A. Głazunow, Koncert na saksofon Es-dur op. 109
- Ch. Gounod, Petite Symphonie
- A. Honegger, Koncert kameralny na flet, rożek angielski i smyczki
- J. Haydn, XI Koncert fortepianowy D-dur, Symfonia żałobna, Symfonia pożegnalna, Koncert na wiolonczelę D-dur
- F. Kreisler, Koncert skrzypcowy C-dur, Preludium i Allegro
- L. Liebermann, Koncert na flet piccolo i orkiestrę
- F. Mendelssohn-Bartholdy, V Symfonia
- W.A. Mozart, Divertimento D-dur (KV 136), XXIX Symfonia A-dur (KV 201), Serenada D-dur (KV 239), Eine kleine Nachtmusik (KV 525). XII koncert fortepianowy (KV 414)
- G. B. Pergolesi, Stabat Mater
- S. Rachmaninow, II Symfonia, Wokaliza (transkrypcja na orkiestrę)
- O. Respighi, Antiche danze et arie per liuto, Suita Nr. 3

## Kompozycje i transkrypcje
- Kantata Tumska na solistów, chór, chór dziecięcy oraz wielką orkiestrę symfoniczną (premiera Wrocław, 2009)
- Le premier Tango na wielką orkiestrę symfoniczną (premiera Bielsko-Biala, 2012)
- Suite del regreso na sopran koloraturowy, altówkę oraz fortepian, napisane do tekstów poezji Federico G. Lorca (premiera Erfurt, 2014)
- Laudatio 2012 na chór, dwa fortepiany, oraz perkusję (premiera na Festiwalu Theaterpreis Der Faust)
- Pani Walewska Opera do tekstu libretta M. Wojtyszko
- Quatro retratos espanoles na oktet smyczkowy (premiera Ravensburg, 2014)
- Cancion na trio z fortepianem (premiera Erfurt, 2013)
- Zoologische Suite na cztery wiolonczele (premiera Erfurt, 2013)
- I Delfini di Hurghada na orkiestrę smyczkową (premiera Ravensburg, 2013)
- Das Spanische Mädchen na trio z fortepianem (premiera Ravensburg, 2014)
- Bodenseesuite na trio z fortepianem oraz orkiestrę (premiera Ravensburg, 2014)
- Das Dschungelbuch Musical dla dzieci (premiera Erfurt, 2015)
- transkrypcja na orkiestrę smyczkową: Preludium i Allegro F. Kreisler’a, Wokaliza S. Rachmaninowa, pieśni G. Fauré’go